# De la Savane (métro de Montréal)
De la Savane est une station de la ligne orange du Métro de Montréal. Elle est située boulevard Décarie dans l'arrondissement de Côte-des-Neiges–Notre-Dame-de-Grâce, à Montréal, à proximité de la ville de Mont-Royal, province de Québec au Canada. 
Mise en service en 1984, elle est desservie par les rames de la ligne orange. C'est l'une des stations les moins fréquentées du métro.

## Situation sur le réseau

Plan du métro en 2021

Établie en souterrain, De la Savane est une station de passage de la ligne orange du métro de Montréal, située entre la station Du Collège, en direction du terminus sud-ouest Côte-Vertu, et de la station Namur, en direction du terminus nord-ouest Montmorency.
Elle dispose des deux voies de la ligne, encadrées par deux quais latéraux.

## Histoire
La station De la Savane est mise en service le 9 janvier 1984, lors de l'ouverture à l'exploitation du prolongement de Plamondon à Du Collège. Elle est nommée en référence à la rue éponyme située au sud de la station. Ce toponyme a pour origine un ancien chemin situé à proximité qui reliait le chemin de la Côte-des-Neiges et l'extrémité sud de la montée de Saint-Laurent. Ce chemin traversait une savane et portait déjà ce nom en 1778,. La station due aux architectes Guy de Varennes et Almas Mathieu, ainsi qu'au designer Maurice Houle. La finition est en béton brut avec des formes irrégulières et angulaires pour l'édicule et la station.
En 2012, elle est la seconde station la moins fréquenté du réseau après la station Georges-Vanier.
Le 2 février 2023, le promoteur du Royalmount annonce le début de la construction d'une passerelle piétonnière qui reliera son nouveau quartier à la station de métro.

## Services aux voyageurs

### Accès et accueil
La station dispose d'un unique édicule d'accès, situé au 8261, boulevard Décarie.
L'unique édicule comporte deux sorties: Une vers la Rue Décarie et une vers la Rue de Sorel. Une station de BIXI, un système de vélo en libre-service se trouve à proximité.

Installations
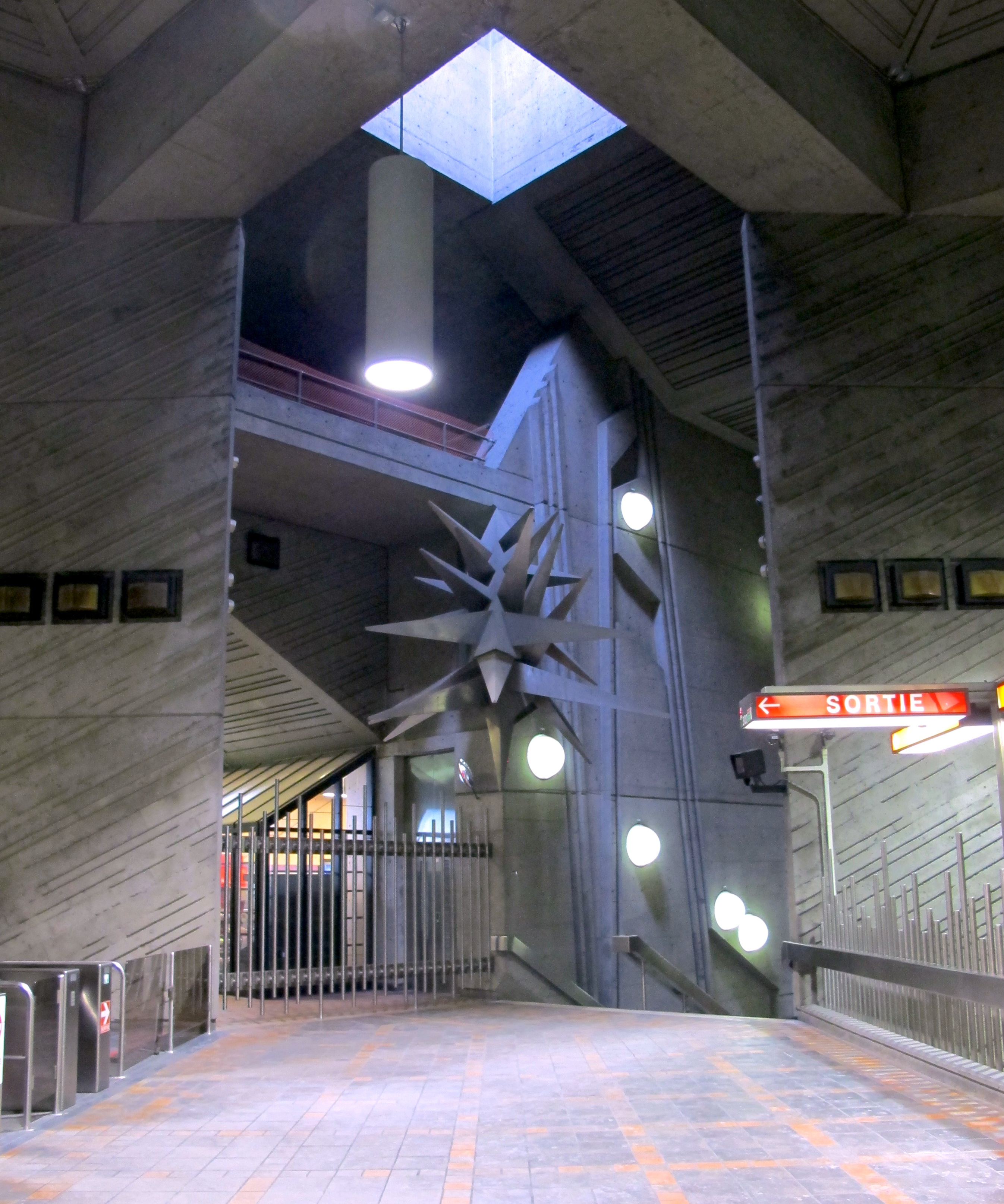
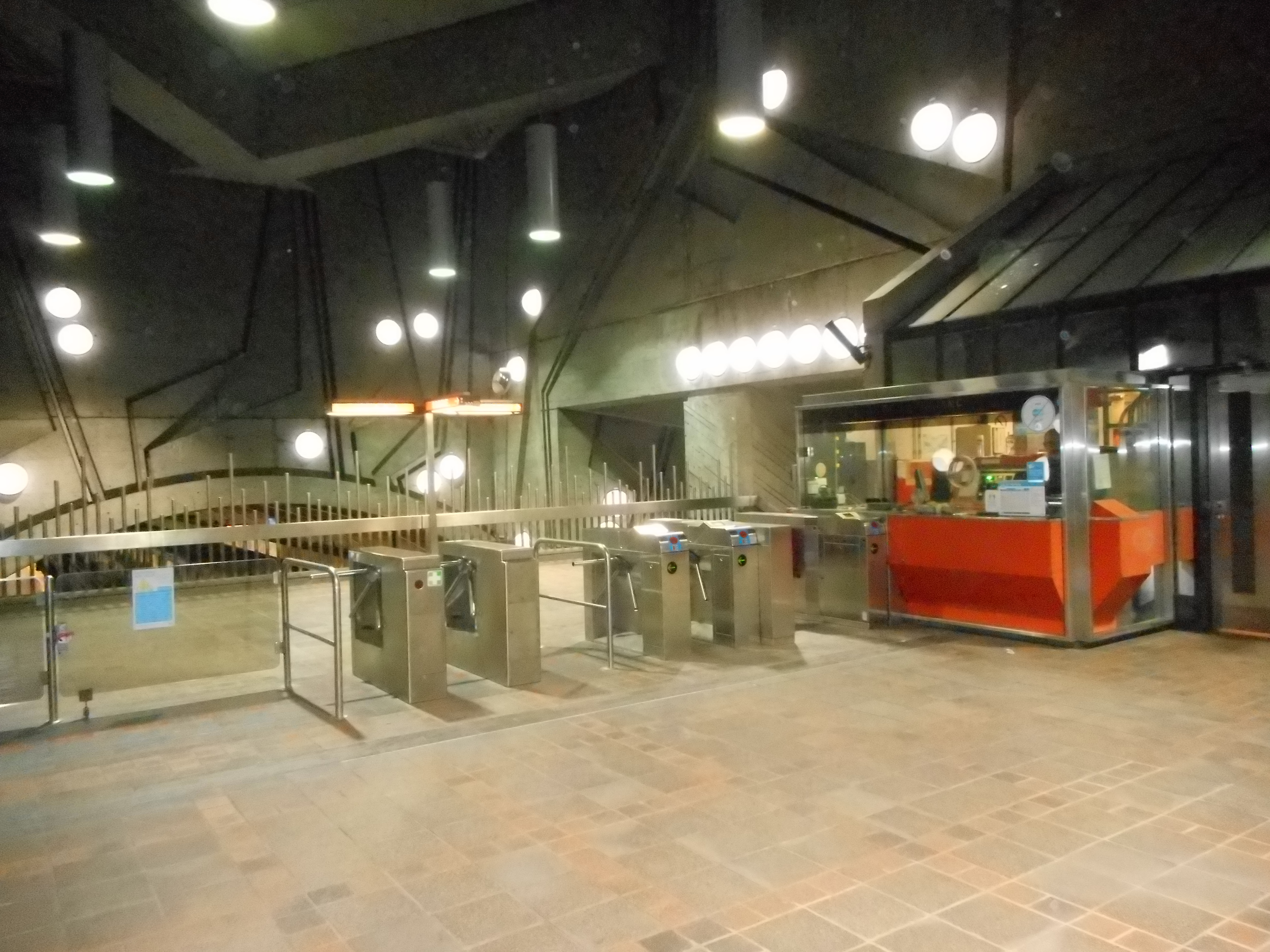
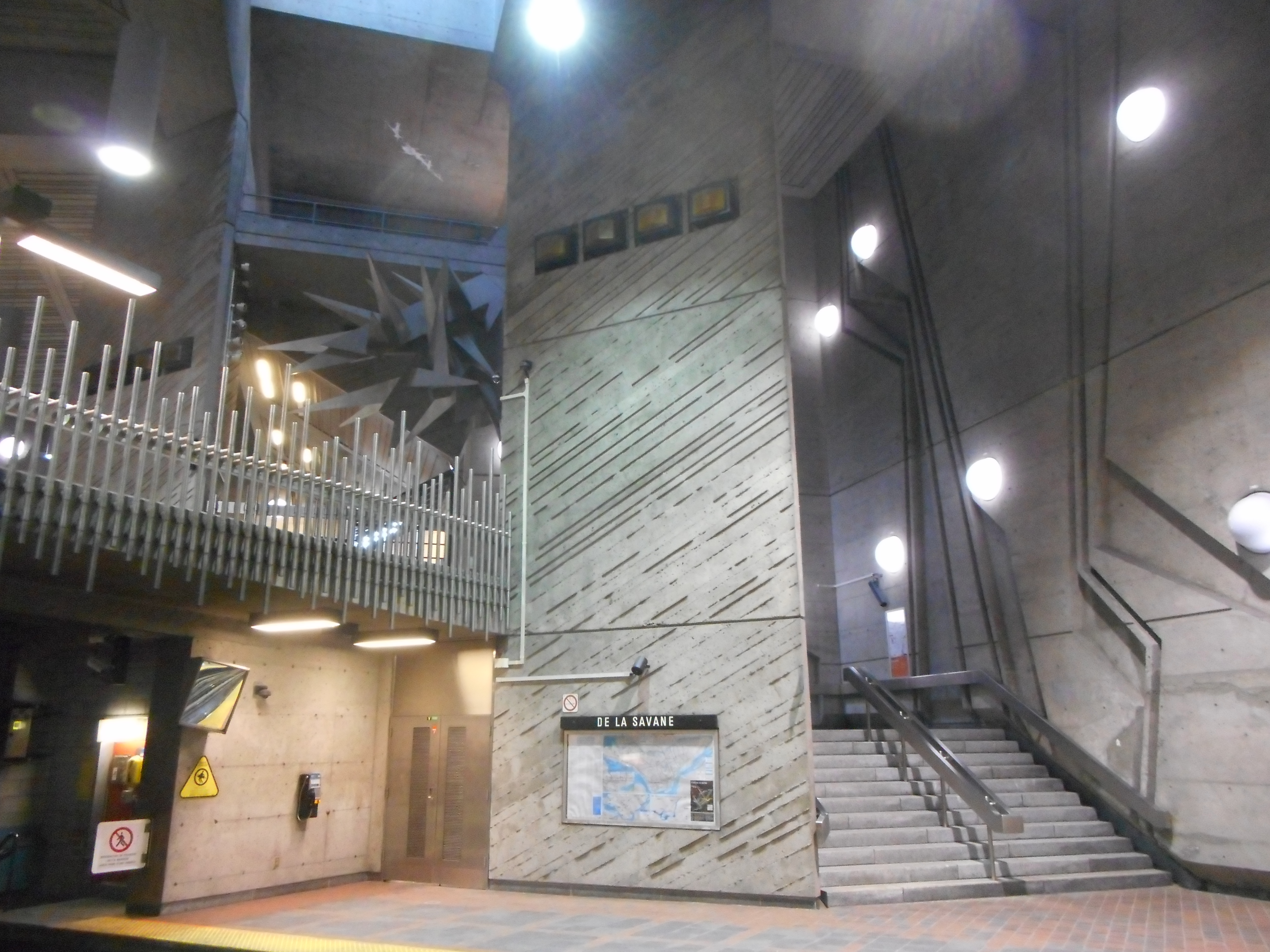

### Desserte
De la Savane est desservie par les rames de la ligne orange du métro de Montréal. Le premier passage à lieu : tous les jours, à 05h32, en direction de Montmorency, et à 06h05, en direction de Côte-Vertu, le dernier passage à lieu : direction Montmorency, en semaine et le dimanche à 00h32, le samedi à 01h02 ; direction Côte-Vertu, en semaine et le dimanche à 01h18, le samedi à 01h48. Les fréquences de passage sont de 3 à 12 minutes suivant les périodes.

Installations et desserte
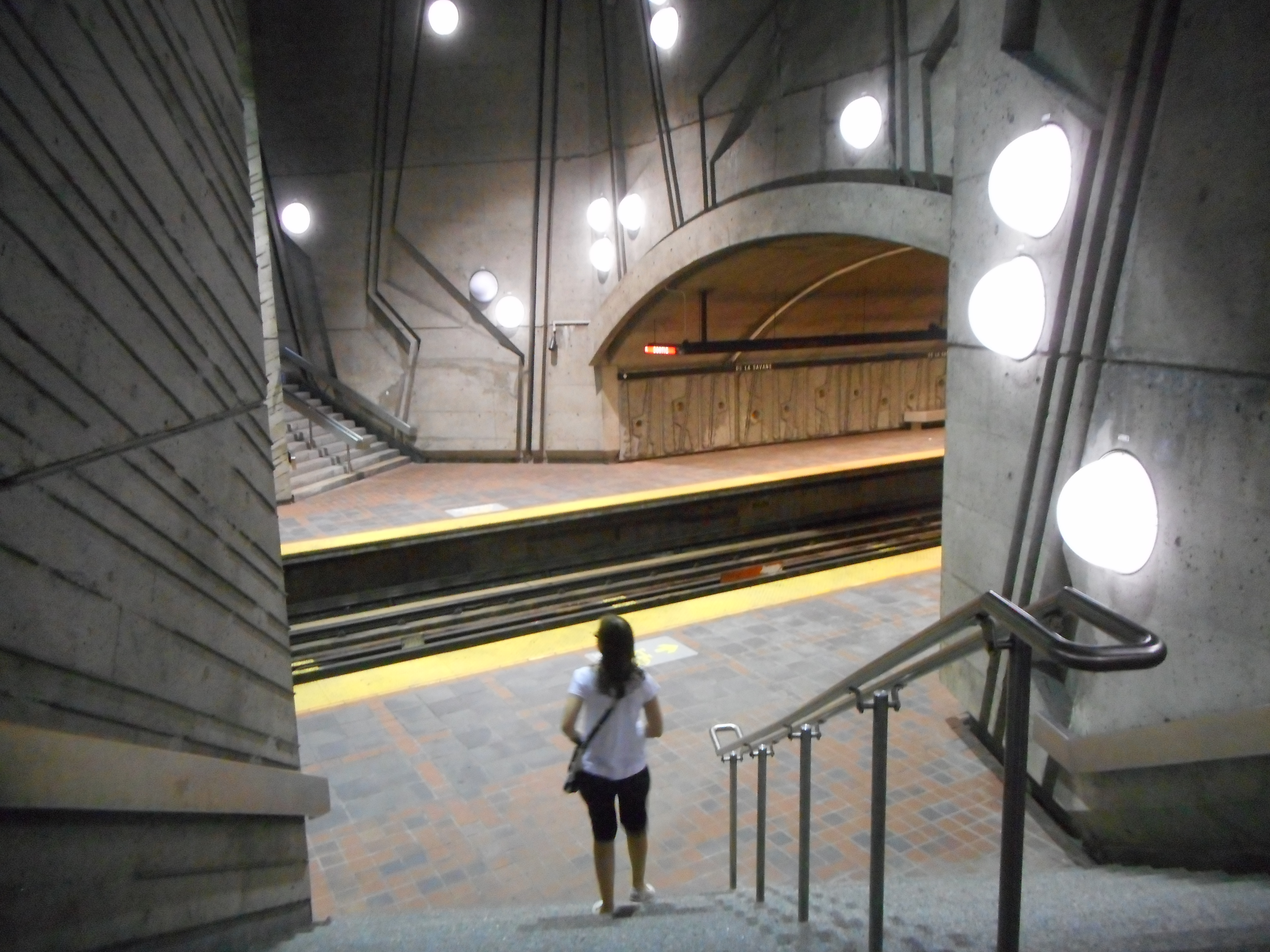
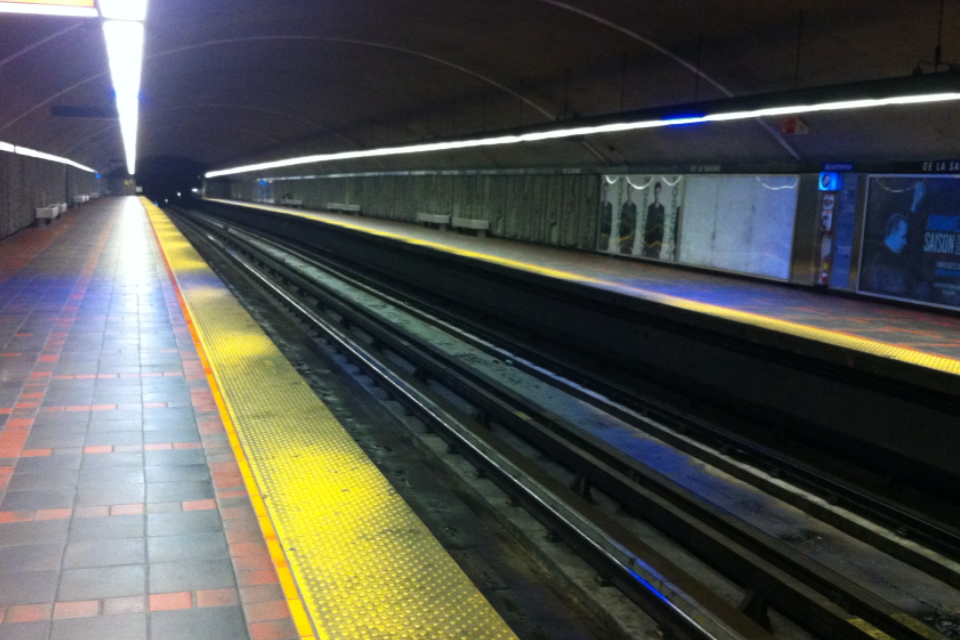
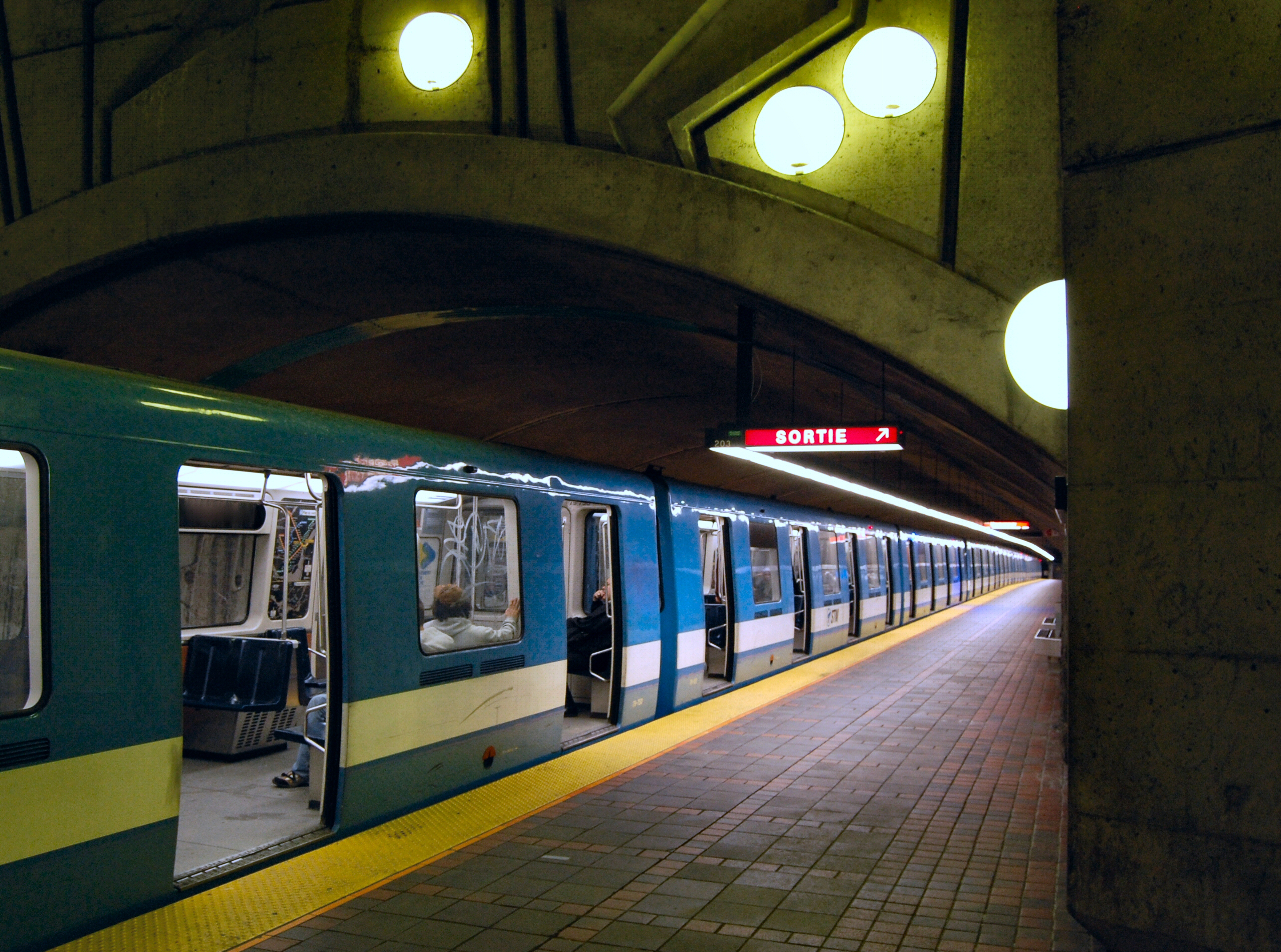

### Intermodalité
À proximité des arrêts de bus sont desservis par les lignes : de jour : 17 Décarie et 100 Crémazie ; de nuit : 368 Avenue-du-Mont-Royal, 371 Décarie et 382 Pierrefonds / Saint-Charles ; service express : 460 Express Métropolitaine. Pour les vélos, elle dispose de quarante deux places aménagées en extérieur.

## L'art dans la station

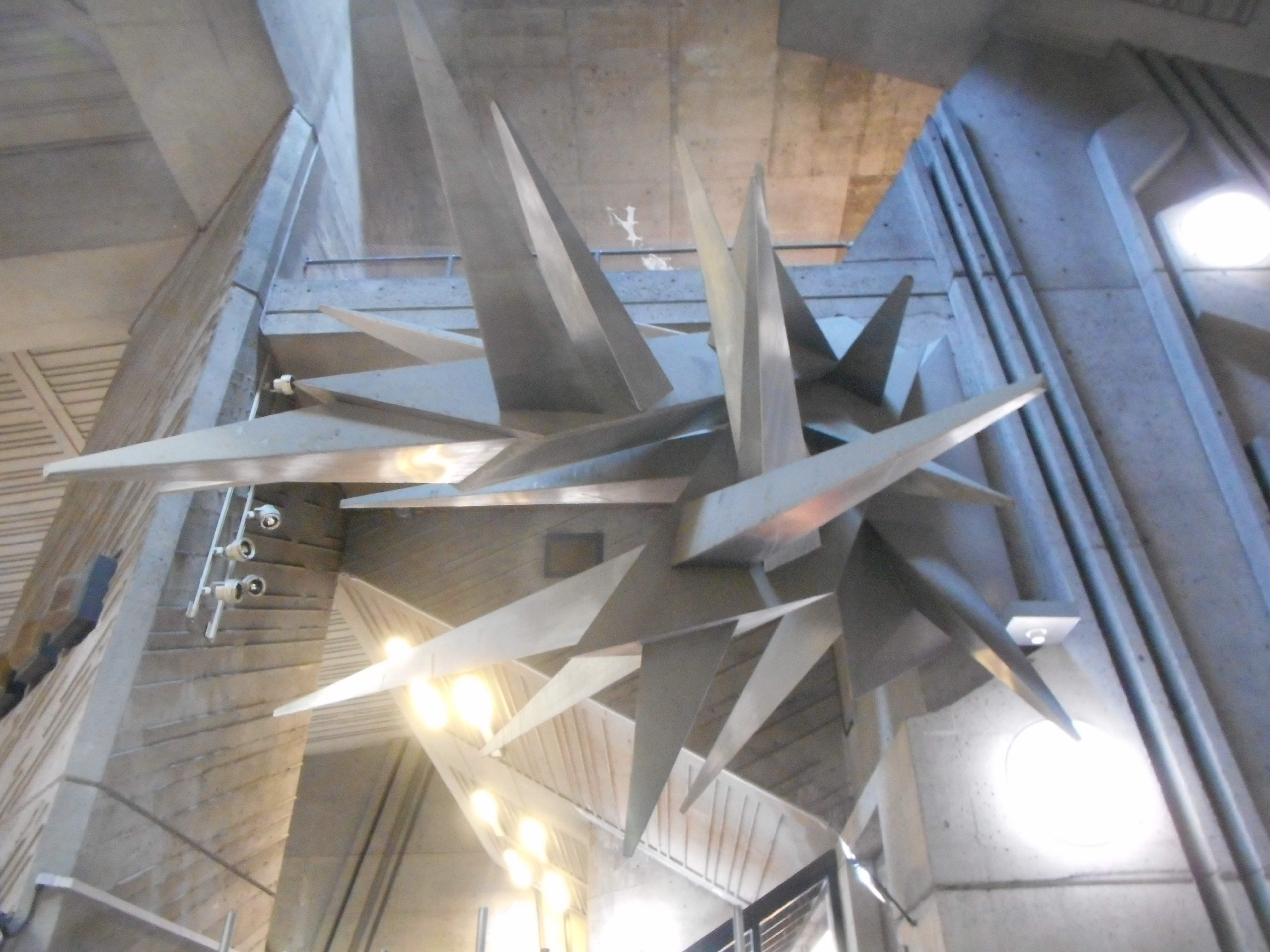
« Calcite » (1984)

La station dispose d'une œuvre : « Calcite » (1984), sculpture en acier inoxydable éclairée par un puits de lumière, de  Maurice Lemieux.

## À proximité
- Carré Lucerne
- Royalmount
- Cimetière Baron de Hirsch (en)